# يوليا بوتنتسيفا
يوليا بوتنتسيفا (الروسية: Путинцева, Юлия Антоновна)، (بالروسية: Юлия Путинцева)، مواليد 07 يناير 1995 في موسكو، روسيا، هي لاعبة تنس روسية لديها جنسية من كازاخستان. لها أعلى والحالية الفردي لاعبات التنس المحترفات لتحتل المرتبة 70 ، والتي وصلت في 20 يوليو 2015.

## روابط خارجية
- يوليا بوتنتسيفا على موقع رابطة محترفات التنس (الإنجليزية)
- يوليا بوتنتسيفا على موقع الاتحاد الدولي لكرة المضرب (الإنجليزية)
- يوليا بوتنتسيفا على موقع كأس بيلي جين كينغ (الإنجليزية)
- يوليا بوتنتسيفا على موقع بطولة ويمبلدون (الإنجليزية)
- يوليا بوتنتسيفا على موقع خلاصة التنس.كوم (الإنجليزية)
- يوليا بوتنتسيفا على موقع إي إس بي إن.كوم (الإنجليزية)
- يوليا بوتنتسيفا على موقع اللجنة الأولمبية الدولية (الإنجليزية)
- يوليا بوتنتسيفا على موقع أوليمبيديا (الإنجليزية)